# Tomás Castellano y Villarroya
Tomás Castellano y Villarroya (Saragossa, 5 de març de 1850 – Madrid, 11 de juny de 1906) fou un polític espanyol, ministre d'Ultramar durant la regència de Maria Cristina d'Habsburg-Lorena i d'Hisenda durant el regnat d'Alfons XIII. S'ha destacat la seva íntima amistat amb Antonio Cánovas del Castillo.

## Biografia
Era copropietari de la banca Villarroya y Castellano, origen del Banco de Aragón (creat en 1910), també era propietari del Diario de Zaragoza. Fou president de la Junta del Pantà de la Peña i del Pantà de Mezalocha, president de la primera Junta constituïda pel traçat del ferrocarril Saragossa-Canfranc, conseller de la Societat General Sucrera d'Espanya i president de la Societat General Alcoholera d'Espanya.
Membre del Partit Conservador, era vinculat a la comarca de Cinco Villas i va ser membre de la diputació de Saragossa de 1878 a 1879 per Eixea i Borja (Aragó). Fou elegit diputat al Congrés dels Diputats per Saragossa en les successives eleccions parlamentàries celebrades en 1879, 1881 (1334 vots, 3er lloc), 1884 (1626 vots, 1.er lloc), 1886 (1492 vots, 2.º lloc), 1891 (9938 vots, 1.er lloc), 1893 (7664 vots), 1896 (12.662 vots), 1898 (12.774 vots), 1899 (8801 vots), 1901 (7789 vots, 1.er lloc) 1903 (6848 vots, 2.º lloc) 1905 (8536 vots, 1.er lloc).
Va ser ministre d'Ultramar als governs que successivament van presidir Antonio Cánovas del Castillo i Marcelo Azcárraga y Palmero entre el 23 de març de 1895 i el 4 d'octubre de 1897, i ministre d'Hisenda entre el 16 de desembre de 1904 i el 27 de gener de 1905 en un gabinet presidit per novament per Azcárraga.
Va ostentar també el càrrec de president del Banc d'Espanya entre l'11 de desembre de 1903 i el 20 de desembre de 1904.